# Shekhupura
Shekhupura é uma cidade na província de Panjabe no Paquistão. Sua população é de aproximadamente 350 mil habitantes.